# 미국-이란 관계

미국-이란 관계 또는 이란-미국 관계에 대한 문서이다.
이란과 미국은 1980년 4월 7일 이후 공식적인 외교 관계를 맺지 않았다. 대신에 파키스탄은 미국 내에서 이란의 보호국 역할을 하고, 스위스는 이란 내에서 미국의 보호국 역할을 하고 있다. 접촉은 워싱턴 D.C.에 있는 파키스탄 대사관의 이란 이익 부서와 테헤란 주재 스위스 대사관의 미국 이익 부서를 통해 이루어진다. 2018년 8월 이란 최고지도자 알리 하메네이는 미국과의 직접 대화를 금지했다.
두 나라의 관계는 이란이 서양에 페르시아로 알려졌던 19세기 중후반에 시작되었다. 페르시아는 그레이트 게임 기간 동안 영국과 러시아의 식민지 이익을 매우 경계했다. 대조적으로, 미국은 더 신뢰할 수 있는 외국 세력으로 여겨졌으며, 미국인 아서 밀스포(Arthur Millspaugh)와 모건 슈스터(Morgan Shuster)는 당시 샤에 의해 재무장관으로 임명되기도 했다. 제2차 세계대전 동안 페르시아는 미국의 동맹국인 영국과 소련의 침략을 받았지만, 전쟁 후에도 관계는 계속해서 긍정적이었고, 모하마드 모사데그 정부가 쿠데타로 전복되었다. 중앙정보국(CIA)과 MI6의 지원을 받는다. 그 후 샤 모하마드 레자 팔라비 정권과 미국 정부 사이의 긴밀한 동맹 시대가 이어졌고, 페르시아는 미국의 가장 가까운 동맹국 중 하나였으며, 1979년 이란 혁명 이후 두 나라 사이에 극적인 역전과 불일치가 이어졌다.
미국에 대한 적대감에 대한 이란의 설명에는 “이슬람 체제 사이의 자연스럽고 피할 수 없는 갈등”과 “세계적인 독재 정권을 수립하고 다른 나라를 지배함으로써 자국의 이익을 증진시키려는 미국과 같은 억압적인 세력”이 포함된다. 그들의 권리를 짓밟는 것”과 이스라엘(“시온주의 단체”)에 대한 미국의 지원을 포함한다. 그러나 서구에서는 이란 정부가 친민주 세력에 대한 국내 탄압의 구실을 제공하고 정부를 충성스러운 유권자에 결속시키기 위해 외부 도깨비가 필요하다는 점을 포함하여 다양한 설명이 고려되었다. 미국은 관계 악화를 1979~81년 이란 인질 위기, 이슬람 혁명 이후 이란의 반복적인 인권 유린, 미국의 민주 혁명에 대한 스파이 방법 사용에 대한 다양한 제한, 반서구 이데올로기 및 핵 프로그램이 원인으로 꼽는다.
1995년부터 미국은 이란과의 무역을 금지해왔다. 2015년 미국은 IAEA 사찰 및 농축 수준 제한을 포함하여 이란의 핵 프로그램에 실질적인 제한을 가하기 위한 핵 협정(포괄적 공동행동계획) 협상을 성공적으로 이끌었다. 2016년에는 이란에 대한 제재가 대부분 해제됐다. 트럼프 행정부는 2018년 일방적으로 핵협정을 탈퇴하고 제재를 다시 부과하면서 이란에 대한 '최대 압박 캠페인'으로 알려진 조치를 시작했다. 이에 대응하여 이란은 핵 협정에 따른 약속을 점차적으로 감소시켰고 결국 JCPOA 이전의 농축 수준을 초과했다.
2013년 BBC 월드 서비스 여론 조사에 따르면 미국인 중 5%가 이란의 영향력을 긍정적으로 보고 있으며, 87%는 부정적인 견해를 표명했는데, 이는 세계에서 이란에 대해 가장 불리한 인식이다. 반면, 연구에 따르면 대부분의 이란인들은 미국 정부는 아니지만 미국 국민에 대해 긍정적인 태도를 갖고 있는 것으로 나타났다. IranPoll의 2019년 조사에 따르면, 이란인의 13%가 미국에 대해 호의적인 견해를 갖고 있으며, 86%가 비호의적인 견해를 표명했는데, 이는 전 세계에서 미국에 대해 가장 호의적이지 않은 인식이다. 2018년 퓨 여론조사에 따르면 미국인의 39%는 이란의 권력과 영향력을 제한하는 것이 외교 정책의 최우선 과제가 되어야 한다고 답했다. 이라크 전쟁 중 수니파 격퇴, ISIS에 대한 개입 등 양국의 목표가 겹치면 관계가 개선되는 경향이 있다.

## 같이 보기
- 중동 주둔 미군 기지 공격
- 카터 독트린
- 주이란 미국 대사관
- 이란 핵협정 프레임 워크
- 포괄적 공동행동계획
- 이란의 대외 관계